# Hermann Müller (politik)
Hermann Müller, nemški politik, * 18. maj 1876, Mannheim, Nemško cesarstvo, † 20. marec 1931, Berlin, Weimarska republika. 
Bil je zunanji minister (1919–1920) in dvakrat nemški kancler (1920, 1928–1930) v Weimarski republiki. Kot zunanji minister je bil Müller eden od dveh nemških predstavnikov, ki sta 28. junija 1919 podpisala Versajsko pogodbo na pariški mirovni konferenci.